# Asplenium morganii
Asplenium morganii är en svartbräkenväxtart som beskrevs av Warren Herbert Wagner. Asplenium morganii ingår i släktet Asplenium och familjen Aspleniaceae. Inga underarter finns listade.